# گوکلان

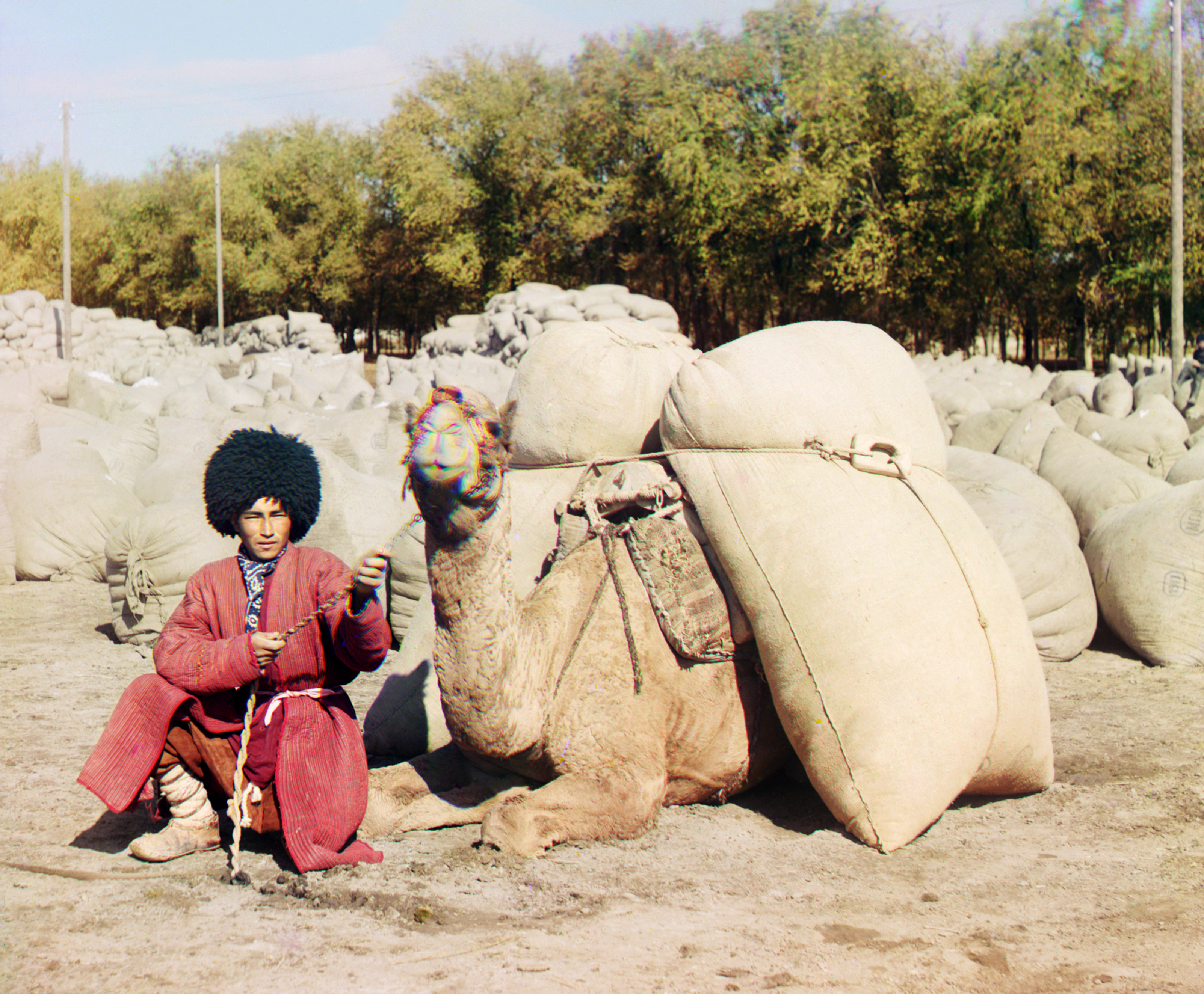
مرد ترکمن در حال باربری با شتر

گوگلان، ( گوکلان،کوکلان وگوکلن) (به ترکمنی : Göklen ) یکی از مهمترین و برجسته ترین کنفدراسیون های ایلی در میان ترکمن ها هستند که از اتحاد چندین قبایل اغوز از جمله قایی، بیگدلی، بیات، بایندر، اووشار و دودورغا تشکیل شده است، همچنین امپراتوری عثمانی توسط رهبران این قبایل پایه گذاری شدند.

مختومقلی فراغی شاعر ترکمن

گوگلان‌ها جزء پنج ایل اصلی ترکمن در ایران هستند. و نقش مهمی در تحولات تاریخی و فرهنگی ترکمن ها ایفا کرده اند. یکی از شخصیت های مهم و تاثیرگذار این کنفدراسیون، مختومقلی فراغی شاعر بزرگ ترکمن است که آثارش نه تنها در ادبیات ترکمن بلکه در هویت ترکمن ها نیز تاثیر عمیق داشته است.

## ریشه‌ شناسی و طوایف گوکلان
گوگلان به معنای فرزندان اسمانی می باشد که اشاره بر رهبر گوگلان ها دارد. پیشینه شکل‌گیری اتحادیه ایلی گوکلان به دوران حکومت سلجوقیان بازمی‌گردد. در آن زمان، ایلات وفادار به خاقان طغرل برای مقابله با شورشیان، اتحادیه‌ای نظامی و سیاسی تشکیل دادند که گوکلان‌ها یکی از ارکان اصلی آن بودند. با وجود فروپاشی حکومت سلجوقی، ایل گوکلان موفق شد انسجام و سازمان‌یافتگی خود را حفظ کند. این ایل در دوره‌های بعدی نیز ساختار ایلی و قدرت داخلی خود را نگاه داشت و به‌عنوان یکی از ایلات بانفوذ ترکمن شناخته می‌شد.
کنفدراسیون گوگلان از شش قبیله اغوز تشکیل میشوند  

افشار
بیات
بایندر
بیگدلی
دودورغا
قایی

#### تیره و طوایف های گوگلان
قایی : جان‌قربانلی، قارناس، حلقه‌داغلی، قارابالقان ، داری، دألی، تمک ، یِل‌یانگی Ýelýaňy، آق‌کل، قیزیل، قاراکل، بوْقغاجا، قیزیل‌امام
دوْدورغا : گرکز، قیریق، یانگاق، سنگریک، کِییک‌قوْدانا، سوْورانلی
بیگدلی : کؤسه، قول‌قارا، قاراگل، آجان‌قانجیق، بران، قارشماز، عرب‌چاقیر، پانگ‌چاقیر، آی‌درویش، آمان‌قوجا
بایندر : شیخ‌لی، شیطان‌لی، یاساغلیق، کۆررۆک
بیات : ( اکثرا در مناطقی از ترکمن صحرا مانند شهر گلیداغ و روستا بیاتلر سکونت دارند)
اووشار : ( در مناطقی از  استان خراسان شمالی و ترکمن صحرا مانند شهر اشخانه، درگز، مراوه تپه ،کلاله سکونت دارند)
- ( لازم به ذکر است که هر کدام از این طایفه ها به 10 ها تیره دیگر تقسیم میشود )

## مفاخر
از شاعران بزرگ ترکمن‌های گوکلان می‌توان به: 

دولت محمد آزادی
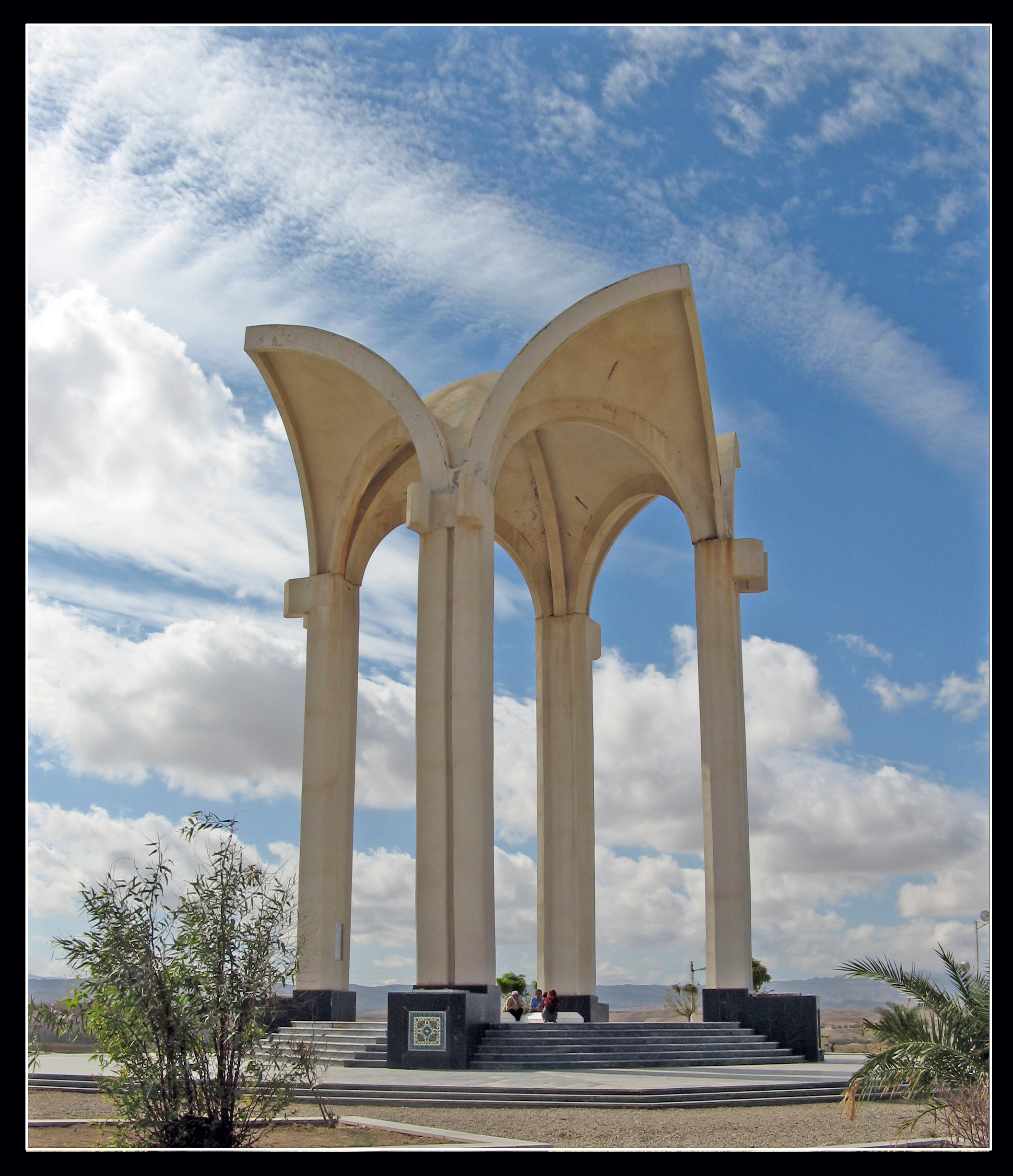
مختوم‌قلی فراغی
مسکین قلیچ
قربان دردی ذلیلی

۱. دولت‌محمد آزادی
۲. مختوم‌قلی فراغی
۳. مسکین‌قلیچ
۴. قربان دردی ذلیلی
اشاره نمود که همگی از شعرای بزرگ ترکمن می‌باشند. مختوم قلی‌فراغی را می‌توان بزرگ‌ترین شاعر و عارف ترکمن دانست که هم‌اکنون آرامگاه وی در شهر مراوه‌تپه ایران قرار دارد.

## پراکندگی
محل زندگی امروزی گوکلان‌ها عمدتاً در شهرستان کلاله، شرق گنبد کاووس،منطقه گلیداغ و قازان قایه، و بخش‌هایی از منطقهٔ جرگلان شهرستان بجنورد سکونت دارند و پس از یموت‌ها دومین طایفهٔ پرجمعیت ترکمن‌های ایران به‌شمار می‌روند، امّا جمعیت آن‌ها در ترکمنستان ناچیز است. منطقهٔ زندگی آن‌ها در گذشته گسترده‌تر بود و در سواحل دریای خزر از جمله استان بلخان ترکمنستان کنونی و بخش‌های مرکزی استان گلستان کنونی هم سکونت داشتند اما بر اثر نبردهای قبیله‌ای با یموت‌ها به سوی مناطق کوهستانی شرقی رانده شدند.

## جمعیت
آرمینیوس وامبری گوکلان‌ها را صلح‌جوترین، و متمدن‌ترین طایفهٔ ترکمنان معرفی کرده و کلنل ییت نظامی بریتانیایی نیز به ویژگی‌های جسمی متفاوت آن‌ها از ترکمن‌های دیگر از جمله ریش پُرتر و بور بودن بعضی از آن‌ها اشاره کرده‌است. وامبری در سفرنامهٔ خود به آسیای میانه در سال ۱۸۶۲-۱۸۶۳ میلادی جمعیت گوکلان‌ها را ۱۲ هزار چادر (خانوار) و جمعیت کل ترکمن‌ها را ۱۹۶٬۵۰۰ چادر برآورد کرده بود که بر اساس آمار او گوکلان‌ها پس از تکه‌ها (۶۰ هزار چادر)، ارساری‌ها (۵۰ هزار چادر) و یموت‌ها (۴۰ هزار چادر) چهارمین ایل بزرگ به‌طور مشترک با ایل چاودر بودند. امروزه طبق برآورد سلطانشا آتانیازوف برخی از تیره‌های طایفه‌ی گوکلان در ترکیه و آذربایجان زندگی می‌کنند و بخش اعظم گوکلان ها در ایران زندگی می‌کنند. بر اساس اطلاعاتی که ترکمنهای ایران می‌دهند در مناطق آی‌درویش، گلیداغ، جرگلان و در مناطق یموت نشین تعداد گوکلان ها به 90 هزار نفر می‌رسد.

## جستارهای  وابسته
- نخورلی
- تکه
- یموت